# Warunee Phetwiset
Warunee Phetwiset (thai: วารุณี เพ็ชรวิเศษ), född 13 december 1990, är en thailändsk fotbollsspelare.
Hon spelar som försvarare i det thailändska landslaget och för klubblaget Chonburi Sriprathum.